# 추장
추장(酋長, chieftain)은 부족사회 또는 군장국가의 우두머리이다. 짐승들의 장을 부를 때 주로 사용하는 우두머리라는 한자에서 알 수 있는 것처럼 비슷한 뜻인 족장보다는 미개하다는 의미가 강하다. 추장은 주로 원시인들의 사회에 사용되는 단어이다. 주로 수렵채집민이나 유목민 귀족층에 사용되며 외부인들은 물론 내부인인 그들 사이에서도 상위 귀족은 이런 칭호와 구별되는 편이다.
영어와 같은 유럽어에서는 한자 문화권과는 약간 의미가 다르며 추장과 족장을 잘 구분하지 않는 편이다. 추장과 족장 구분이 명확하지 않았던 지역은 대신 경멸어나 차별어를 사용한 것으로 보인다. 동북아에서 추장은 주로 중국 내부의 여러 민족, 몽골, 여진과 일본의 원시적이나 야만적 혹은 미개하게 생각되는 집단의 우두머리에게 사용되었다. 추장들은 귀족이 되거나 관직을 얻어서 이런 칭호에서 벗어나기도 했다.

## 설명
계층화가 거의 되지 않은 부족 사회에서 탈피하여 한명이나 두명의 리더를 기본으로 사회적 계층화가 생긴 부족사회들은 신석기 시대에 나타나게되며 그것들은 철기시대까지 대다수의 부족형태로 남는다.
생활 공동체를 대표하는 우두머리를 뜻하는 개념이다. 보통 원시인이나 미개인들의 사회를 표현할 때 사용한다. 보통 부족이나 씨족의 단계를 벗어나 다른 우두머리들도 통솔하게 되면 군장, 귀족과 같은 지배층들을 통솔하면 왕이라고 부른다.
이들은 흑인의 경우든 농경 민족의 경우든 유목민의 경우든 사회가 발전함에 따라서 귀족이 될 수도, 평민이 될 수도 있었으며 추장은 대체로 촌장 정도의 취급을 받았으며 추장이나 족장이나 귀족 취급을 받을 때도 있고 평민 취급을 받을 때도 있었다. 대표적인 예로 우리나라의 호민이 있는데, 이들은 소족장들로 추론되나 귀족으로 보기에는 애매하고 우리나라 귀족들에게 노예와 비슷한 대우를 받았던 다른 일반 평민들로 보기에도 애매했다.

## 같이 보기
- 간접통치
- 소왕국